# Budainka
Budainka je mjesni odbor i bivše naselje u sastavu Grada Slavonskog Broda u Brodsko-posavskoj županiji.

## Povijest
Do novijeg doba, Budainka je bila bez kuća. Ta livada je dobila ime po brodskom časniku Adamu Budiju (pukovnik Brodske krajine, sredina 18. st.), koji ju je darovao Brođanima.
Budainka je kao samostalno naselje postojalo od 1900. do 1948. godine kada je pripojeno Slavonskom Brodu.
Budainka je izvorno bila samo jedna ulica koja se protezala od Slavonskog Broda na istoku do Brodskog Varoša na zapadu (današnja Zagrebačka ulica). Naselje je imalo stotinjak kuća od kojih su samo neke imale struju. Kuće su uglavnom bile prizemnice s većim ili manjim dvorištem, vrtovima i voćnjacima. Najistaknutija zgrada je bila zgrada Mjesnog doma u kojoj su se povremeno prikazivali filmovi, održavali sastanci i održavale probe gimnastičkog društva.

## Stanovništvo
Prema popisu stanovništva iz 1948., kada je bilo samostalno naselje, Budainka je imala 953 stanovnika. 
| broj stanovnika |       |       |       |       | 149   | 451   | 576   | 976   | 953   |       |       |       |       |       |       |
|                 | 1857. | 1869. | 1880. | 1890. | 1900. | 1910. | 1921. | 1931. | 1948. | 1953. | 1961. | 1971. | 1981. | 1991. | 2001. |